# Ville-sur-Illon
Ville-sur-Illon é uma comuna francesa na região administrativa do Grande Leste, no departamento de Vosges. Estende-se por uma área de 17.89 km². Em 2010 a comuna tinha 561 habitantes (densidade: 31,4 hab./km²).